# Lino Nicolosi
Nicola Nicolosi, detto Lino (Milano, 9 aprile 1961), è un chitarrista e produttore discografico italiano.
Membro dei Novecento, per i quali ha scritto molte canzoni. la sua carriera inizia nel 1981, e da quell'anno ha collaborato con Chaka Khan, Eumir Deodato, Al Jarreau, Gino Vannelli, Sting, Buddy Miles, John Scofield, John Patitucci, Stanley Jordan Billy Preston, Manu Katché, Jeff Berlin, Bob Mintzer, Paco Sery, Jeff Golub, Michael Brecker, Randy Brecker, John Tropea, Chris Marshak, George Duke, Jan Hammer, Billy Cobham, Randy Crawford Carlos Santana, Narada Michael Walden, Cindy Blackman Santana ed altri.
Membro del gruppo " Novecento " ha fondato, nel 1997, con il fratello Pino Nicolosi, la "Nicolosi Productions ", etichetta di musica jazz, funk, pop.
Oltre all'attività di chitarrista nella band ” Novecento “, dal 1997 si dedica all'attività di produttore, arrangiatore e chitarrista per molti dei musicisiti e artisti con i quali collabora.
Dischi prodotti e arrangiati dal ‘ 97:
YOU AND I  (Billy Preston)
DRUM ‘ N ' VOICE (Billy Cobham)
FEATURING.. ( Novecento)
DREAMS OF PEACE ( Novecento feat. Stanley Jordan )
TOGETHER AS ONE ( Gregg Kofi Brown feat. Sting ) 
LULLABY TO AN ANXIOUS CHILD  (Sting)
DRUM ‘ N ' VOICE vol. 2 (Billy Cobham)
SECRET (Novecento)
DRUM ‘ N ' VOICE vol. 3 ( Billy Cobham )
SURRENDER (Novecento feat. Dominic Miller)
ALIVE (Chaka Khan)
THE CROSSING ( Eumor Deodato )
DOUBLE FACE ( Al Jarreau )  
GROOVE AND MORE  (Dennis Chambers)
DRUM ' N ' VOICE vol. 4  (Billy Cobham)
DRUM ' N ' VOICE vol. 5  (Billy Cobham)
EUPHORIA (Narada Michael Walden)
LET THE GUITAR PLAY (Carlos Santana)